# Remontnensky (huyện)
Huyện Remontnensky (tiếng Nga: ? райо́н) là một huyện hành chính tự quản (raion), của Tỉnh Rostov, Nga. Huyện có diện tích 3801 kilômét vuông, dân số thời điểm ngày 1 tháng 1 năm 2000 là 23400 người. Trung tâm của huyện đóng ở Remontnoye.